# Abd ar-Rahman as-Sufi
Abd ar-Rahman as-Sufi (auch unter den Namen Abd al-Rahman al-Sufi und Abd ar-Rahman Abu l-Husain, arabisch عبد الرحمن بن عمر الصوفي, DMG ʿAbd ar-Raḥmān b. ʿUmar aṣ-Ṣūfī, in der westlichen Welt als Azophi bekannt, * 7. Dezember 903 in Schahr-e Rey; † 25. Mai 986 in Schiras) war ein persischer Astronom und Astrologe. Aufgrund seiner Darstellung des Sternhimmels, die große Nachwirkung zeitigte, wird er zu den einflussreichsten persisch-islamischen Astronomen des Mittelalters gerechnet.

## Leben und Verdienste

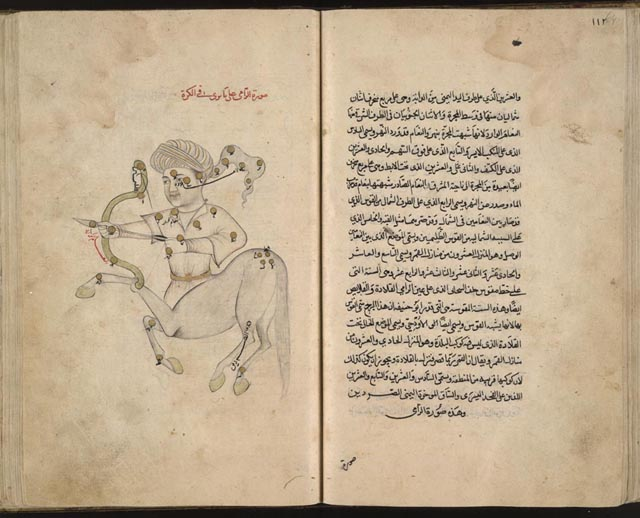
Sternbild Schütze aus dem Buch der Fixsterne

Über As-Sufis Leben und Laufbahn ist wenig bekannt. Enge Kontakte pflegte er zur damals im Iran herrschenden Dynastie der Buyiden. Er lebte in Schiras am Hofe des aus dieser Dynastie stammenden Emirs Adud ad-Daula, mit dem er befreundet war und dessen Förderung er genoss. Sein Interesse galt vornehmlich der Sternenkunde und er befasste sich mit den Werken griechischer Astronomen, insbesondere dem des Claudius Ptolemäus, dessen „Großes astronomisches System“ um 800 ins Arabische übersetzt wurde („Almagest“). Von 946-949 besuchte er Dinawar und Isfahan. 969/970 leitete er in Schiras Beobachtungen zur Bestimmung der Schiefe der Ekliptik.
As-Sufi trug zu mehreren Korrekturen der ptolemäischen Sternenliste, insbesondere durch eigene Beobachtungen zur Helligkeit bei und versuchte als Erster, die griechischen und die traditionellen arabischen Sternen- und Sternbildnamen in Beziehung zu setzen. Er verbesserte u. a. die Berechnung der Länge des Sonnenjahres und beschäftigte sich mit der vielfältigen Nutzung des Astrolabiums, eines schon von Ptolemäus verwendeten, von den Arabern überlieferten astronomischen Instrumentes in Scheibenform mit Visiergerät, welches der mechanischen Lösung von astronomischen und astronomisch-geografischen Aufgaben dient.
Er beobachtete, dass die Ebene der Ekliptik im Verhältnis zum Himmelsäquator geneigt ist, und führte eine genauere Berechnung des tropischen Jahres durch.
Der Mondkrater Azophi (Durchmesser 47 km) und der Asteroid (12621) Alsufi tragen seinen Namen.

### Hauptwerk
As-Sufi veröffentlichte sein Hauptwerk, das Buch der Fixsterne, um das Jahr 964 auf Arabisch, der Bildungssprache des Islams. Das Buch stellt eine Verknüpfung aus Ptolemäus’ Almagest, arabischer Überlieferung und eigenen Beobachtungen dar. Es enthält durchgehend Illustrationen von Sternenkonstellationen sowie Beschreibungen von Sternen, die ihre Position, Helligkeit und Farbe umfassen. Das Werk wurde nach Sternbildern geordnet.
Darin erwähnt er u. a. sowohl die Große Magellansche Wolke, die er al-Baqar al-abyad (den weißen Ochsen) nannte, als auch den Andromedanebel, lange bevor Erstere zu Beginn des 16. Jahrhunderts von europäischen Seefahrern gesichtet wurde und Letzterer nach der Erfindung des Fernrohres 1612 durch Simon Marius wiederentdeckt wurde.
Viele mittelalterliche arabische Gelehrte legten für ihre Sternendarstellungen das Werk as-Sufis zugrunde. Auch in den Kulturraum des lateinischen Mittelalters fand es ab Beginn des 13. Jahrhunderts Eingang. Spuren seines Einflusses finden sich u. a. bei Albrecht Dürer.
Neben diesem Hauptwerk verfasste as-Sufi u. a. drei erhaltene astrologische Schriften, darunter ein Horoskop für seinen Patron Adud ad-Daula, sowie zwei Aufsätze über die Instrumentenkunde. Alle diese Werke schrieb er ebenfalls in arabischer Sprache nieder.

## Werkausgaben
- Kitab suwar al-kawakib al-thamaniya wa-'l-arba'in. Daar al-Afaq al jadida, Beirut 1981.
- Description des étoiles fixes. Traduction de Hans Carl Frederik Christian Schjellerup. Edité par Fuat Sezgin. Eggers, St.-Pétersbourg 1874 (Digitalisat, Universitäts- und Landesbibliothek Sachsen-Anhalt); Nachdruck: Institut für Geschichte der Arabisch-Islamischen Wissenschaften, Frankfurt am Main 1986.